# Zouteveense polder
De Zouteveense polder is een polder en voormalig waterschap in Nederland, in de (voormalige) gemeente Schipluiden en de gemeente Vlaardingen.
Het gebied is rond 1200 ontgonnen en ligt tussen Schipluiden, de Vlaardingervaart en de A4.